# デイトン (軽巡洋艦)
デイトン (USS Dayton, CL-105) は、アメリカ海軍の軽巡洋艦。クリーブランド級軽巡洋艦の27番艦。艦名はオハイオ州デイトンに因む。

## 艦歴
「デイトン」は1943年3月8日にニュージャージー州カムデンのニューヨーク造船所で起工し、1944年3月19日にH. ルージャー夫人によって進水、1945年1月7日にP. W. スタインハーゲン艦長の指揮下就役する。「デイトン」の建造はデイトン市民による戦時公債の購入でその一部が賄われた。
「デイトン」は訓練のため真珠湾に5月15日到着し、6月16日にレイテ島のサンペドロ湾で第3艦隊に合流する。7月1日に再配置が行われ、日本本土に対する最終攻撃を行う艦隊に所属し、高速空母任務部隊の護衛及び沿岸への艦砲射撃を行った。終戦後9月10日に東京湾入りし、エニウェトク環礁での短期間の維持作業を挟んで日本本土の占領任務に11月7日まで従事、その後帰国の途に就き11月19日にカリフォルニア州サンペドロに到着する。
1946年1月24日にサンペドロを出航し、6日後に真珠湾に到着、日本に向かう。その後命令は変更され、2月7日に大西洋艦隊へ合流するため出航し、グアンタナモ湾で訓練の後、母港のバージニア州ノーフォークへ向かう。
1947年2月3日に「デイトン」はノーフォークを出航し地中海へ向かう。マルタ沖で訓練を行い、トルコのイスタンブールへ外交訪問した後再び地中海に向かい第6艦隊の旗艦となる。11月30日にボストンに帰還し、ニューポートを拠点として活動する。1948年2月9日から6月26日まで地中海へ巡航し、1949年3月1日にボストンで予備役となる。1961年9月1日に除籍され、1962年4月6日に売却された。
「デイトン」は第二次世界大戦の戦功で1個の従軍星章を受章した。